# تروفيو سيس سالينس 2018
تروفيو سيس سالينس 2018 (بالفرنسية: Trofeo Porreres-Felanitx-Ses Salines-Campos 2018)‏ هو سباق دراجات هوائية، وهو الموسم رقم 27 من السباق، وأقيم في 25 يناير 2018، وامتدّ لمسافة 177.7 كيلومتر، وهو أحد سباقات طواف أوروبا للدراجات 2018.
فاز فيه بالمركز الأول جون ديجينكولب، وبالمركز الثاني سوندر هولست إنجر، وبالمركز الثالث جاسبر دي بويست.

## الفرق
| فرق عالمية (5)- Movistar Team - Sky - Bora-Hansgrohe - Lotto Soudal - Trek-Segafredo فرق قارية محترفة (8)- كاجا رورال-سيغوروس 2018 ‏ - برجس بي إتش 2018 ‏ - Fortuneo-Samsic - سبورت فلاندرين بالويس 2018 ‏ - يوسكادي مورياس 2018 ‏ - Israel Cycling Academy - رومبوت تشارلز ‏ - بنجوال باوليز ساوكس دبليو بي ‏ فرق قارية (4)- Biesse–Carrera ‏ - أوسكالتيل أوسكادي ‏ - Pannon Cycling Team ‏ - Sauerland NRW-SKS Germany ‏ فريق وطني- 2018 فريق إسبانيا لركوب الدراجات للرجال ‏ |  |
| |  |

## التصنيف العام النهائي
| التصنيف العام | التصنيف العام    | التصنيف العام | التصنيف العام                | التصنيف العام |        |
| الدراج        | الدراج           | البلد         | الفريق                       | الوقت         | السرعة |
| ------------- | ---------------- | ------------- | ---------------------------- | ------------- | ------ |
| 1.            | جون ديجينكولب    | ألمانيا       | تريك سيغافريدو               | 4 س 02 د 18 ث |        |
| 2.            | سوندر هولست إنجر | النرويج       | Israel Cycling Academy       | + 0 ث         |        |
| 3.            | جاسبر دي بويست   | بلجيكا        | لوتو سودال                   | + 0 ث         |        |
| 4.            | كيني ديهاس       | بلجيكا        | WB-Veranclassic-Aqua Protect | + 0 ث         |        |
| 5.            | ألبرت توريس      | إسبانيا       | إسبانيا                      | + 0 ث         |        |
| 6.            | Xavier Cañellas ‏ | إسبانيا       | إسبانيا                      | + 0 ث         |        |
| 7.            | دانيلي بيناتي    | إيطاليا       | موفيستار                     | + 0 ث         |        |
| 8.            | Erik Baška ‏      | سلوفاكيا      | بورا هانسغروه                | + 0 ث         |        |
| 9.            | ليوناردو باسو    | إيطاليا       | سكاي                         | + 0 ث         |        |
| 10.           | Aaron Grosser ‏   | ألمانيا       | Sauerland NRW-SKS Germany    | + 0 ث         |        |

## وصلات خارجية
- الموقع الرسمي
- تروفيو سيس سالينس 2018 على موقع إحصائيات الدراجات الإحترافية (الإنجليزية)